# Stephanie Peacock
Stephanie Louise Peacock (née le 19 décembre 1986) est une femme politique du Parti travailliste britannique et ancienne dirigeante syndicale. Elle est députée de Barnsley East depuis 2017.

## Jeunesse et carrière
Peacock est né à Birmingham le 19 décembre 1986. Elle obtient un diplôme en histoire de l'Université Queen Mary de Londres et une maîtrise de l'Institut d'éducation, University College de Londres. Après avoir obtenu son diplôme, elle travaille comme enseignant, avant de travailler sur l'éducation des adultes dans le Yorkshire pour le syndicat des travailleurs de magasin Usdaw.
Entre 2007 et 2011, elle est représentante des jeunes au Comité exécutif national du Parti travailliste. En 2007, elle présente Gordon Brown lors du lancement de sa campagne sans opposition pour devenir chef du parti.
Entre 2013 et 2017, elle travaille comme responsable politique pour le syndicat GMB.

## Carrière parlementaire
Aux élections générales de 2015, Peacock se présente sans succès en tant que candidate du Parti travailliste dans le siège marginal de Halesowen et Rowley Regis dans les West Midlands, où elle est battue par le sortant conservateur James Morris.
Quelques semaines avant les élections générales de 2017, elle est sélectionnée par le Comité exécutif national pour se présenter au siège tenu par le parti travailliste de Barnsley East lorsque dont le sortant Michael Dugher prend sa retraite. Elle est élue lors des élections générales de 2017. Elle conserve son siège aux élections générales de 2019, avec une majorité considérablement réduite par rapport à 2017.
De janvier 2018 à mars 2019, elle est whip de l'opposition. Elle démissionne le 14 mars 2019 après avoir voté contre un amendement appelant à un deuxième référendum sur le Brexit.
En janvier 2020, Peacock se joint à l'équipe du Cabinet fantôme travailliste en tant que ministre fantôme responsable du Bureau des anciens combattants et de l'approvisionnement. Après l'élection de Keir Starmer à la tête du Parti travailliste (Royaume-Uni), elle est nommée ministre fantôme de la pêche, de l'eau et des inondations au sein de l'équipe du ministère fantôme travailliste pour l'environnement, l'alimentation et les affaires rurales.
Peacock soutient Lisa Nandy lors des élections à la direction du Parti travailliste en 2020.